# Липнева монархія
Липнева монархія (фр. Monarchie de juillet; 1830—1848, офіційно Французьке королівство (фр. Royaume de France)) — політичний режим, встановлений у Франції внаслідок Липневої революції 1830 року. Доба Липневої монархії охоплює правління короля Луї Філіппа.
Луї Філіпп отримав корону «від імені нації», але це не могло приховати прірву, яка насправді відділяла владну верхівку від більшості французького народу. Липнева монархія була типовою класовою державою. Парламент обирали лише 250 тисяч найзаможніших французів. Депутати і державні посадовці навіть не приховували, що захищають інтереси товстосумів, а чимало з них і самі належали до їхнього числа. Вже
під час Липневої революції один з очільників тимчасового уряду Жак Лаффіт передбачливо зауважив, що «Францією тепер правитимуть
банкіри». Банкіром був і сам Лаффіт, і його наступник на посаді прем'єр-міністра — Казимир Пер'є, та й надалі керувати урядами король зазвичай призначав осіб, близьких до фінансових кіл, таких як Адольф Тьєр чи Франсуа Гізо.
Сам король не гребував спекуляціями на біржі, а міністри за хабарі роздавали державні замовлення та субсидії, допомагаючи близьким до них капіталістам примножувати свої і без того чималі статки. Більшість підприємців, щоправда, доступу до влади так і не здобули. А їхні скарги залишалися без уваги. Подейкували, що делегації промисловців, які вимагали знизити майновий ценз, тодішній прем'єр Гізо поблажливо порадив: «збагачуйтесь, панове, і ви стане виборцями».
Уряд і справді розширював можливості для підприємництва та накопичення капіталів — якщо це не зачіпало інтересів фінансової верхівки. За Липневої монархії індустріальна революція у Франції отримала новий поштовх. Розпочалося будівництво залізниць — до цієї прибуткової справи долучилися банкіри Яків Ротшильд та Ахілл Фульд. Кількість парових двигунів в країні збільшилася майже в вісім разів, обсяги зовнішньої торгівлі — утричі, промислове виробництво — на 66 %, а за виробництвом деяких товарів, наприклад шовкових тканин, Франція посідала перше місце в світі.
Господарські успіхи, щоправда, мало впливали на добробут найманих працівників. На вимоги збільшити заробітну платню підприємці зазвичай відповідали звільненнями. Невдоволення робітників вже у 1831 році вилилося в справжнє повстання у Ліоні — центрі французької шовкової промисловості. Гаслом повстанців став вислів: «Жити працюючи, або вмерти в бою». Робітники змусили війська і загони Національної гвардії залишити місто, але не уявляли, що робити далі. Зрештою бунт приборкали, проте через три роки ліонські ткачі знову взялися за зброю.
Невдоволенням владою Луї Філіппа намагалися скористатися республіканці, однак і їхні виступи були придушені. Погрожували владі й бонапартисти, які мріяли про відновлення імперії на чолі з небожем Наполеона I, сином колишнього голландського короля Людовика Луї Бонапартом. Самого Бонапарта спочатку вислали з країни, а потім запроторили до в'язниці, з якої він, щоправда, втік до Британії. Зрештою навіть серед поміркованих лібералів з часом ставало все більше супротивників урядової політики — таких як Алексіс де Токвіль, автор дослідження «Демократія в Америці», в якому він протиставляв французькій «державній тиранії» самоврядне суспільство США.
Придушити невдоволення Луї Філіпп намагався забороною опозиційних маніфестацій. Прихильники реформ змушені були виголошувати палкі промови на дозволених «громадських бенкетах». Коли ж уряд у березні 1848 року скасував черговий бенкет, обурені парижани вийшли на вулиці і почали зводити барикади. Національні гвардійці відмовилися стріляти в народ, а деякі з них навіть перейшли на бік натовпу. Переляканий монарх відправив уряд у відставку. Але парижан це не заспокоїло. Невдоволені оточили королівський палац. Луї Філіпп поквапився зректися престолу. Проте коли повстанці дізналися про намір палати депутатів передати корону його онуку, вони увірвалися до будинку парламенту і змусили депутатів проголосити Францію республікою.

## Нотатки
1. ↑  Навіть якщо Луї-Філіп I титулувався Королем Французів, назвою країни залишалася Королівство Франція, як це можна побачити в Bulletin des Lois між 1830 та 1848.